# Raoul Ronsmans
Raoul Ronsmans (12 januari 1950) is een Belgisch voormalig hockeyer.

## levensloop
Ronsmans was actief bij Royal Pingouin en White Star. Laatst genoemde club was op dat moment de onbetwiste indoorkampioen. Met deze club bereikte Ronsmans onder meer de top 4 van de Europa Cup.
Daarnaast maakte hij onder meer deel uit van de nationale ploeg die deelnam aan de Olympische Zomerspelen van 1972 te München. Van 1970 tot en met 1976 verzamelde hij in totaal 42 caps.